# Astragalus ammodendroides
Astragalus ammodendroides är en ärtväxtart som beskrevs av Joseph Friedrich Nicolaus Bornmüller. Astragalus ammodendroides ingår i släktet vedlar, och familjen ärtväxter. Inga underarter finns listade i Catalogue of Life.